# Бегунок Джердона
Бегунок Джердона (лат. Rhinoptilus bitorquatus) — птица семейства тиркушковых (Glareolidae) отряда ржанкообразных. Открыта хирургом-натуралистом Томасом С. Джердоном в 1848 году, но с тех пор её не видели до повторного открытия в 1986 году. Эндемик Восточных Гат, штат Андхра-Прадеш, Индия. В настоящее время известен только из Sri Lankamalleswara Wildlife Sanctuary, где обитает в редких зарослях кустарников с участками голой земли.

## Описание
Это типичный некрупный бегунок с двумя коричневыми кольцами на шее. Его клюв чёрный с жёлтым основанием, чёрный затылок, есть широкая тёмная полоса, которая проходит от основания клюва над глазом и заканчивается ближе к задней части головы птицы, а также апельсиново-каштановый участок горла. Над глазами тянутся узкие белые полосы. В полете он показывает в чёрный хвост и яркое белое оперение на спине. Ведёт сумеречный образ жизни.

## Распределение и среда обитания
Эндемик Южной Индии, где он в основном известен из южной части штата Андхра-Прадеш. Имеет чрезвычайно ограниченный ареал: долина реки Годавари около Сирончи и Бхадрачалама, а также районы Куддапах и Анантпур в долине реки Пеннар. Яйцо, вероятно, собранное на расстоянии 100 км от Колара в 1917 году, было идентифицировано как принадлежащее этому виду с помощью сравнения последовательностей ДНК. В основном активен в сумерках и ночью. Впервые был описан в середине XIX века; затем он считался вымершим в течение более 80 лет, пока не был вновь открыт в 1986 году в районе Куддапах, штат Андхра-Прадеш. Вид известен из образцов, собранных в нескольких местах в восточной части полуострова Индии, и в настоящее время известная популяция чрезвычайно ограничена по распространению. Исследования в этом регионе с использованием песчаных полос для обнаружения следов показывают, что предпочитают жить в зарослях высоких кустов с плотностью от 300 до 700 кустов на гектар.

## Охранный статус
Эта птица была известна только по нескольким историческим записям и считалась вымершей до ее повторного открытия в 1986 году. Она была вновь открыта Бхаратом Бхушаном, орнитологом из Бомбейского общества естествознания, который использовал местных охотников для поимки экземпляра. До его повторного открытия считалось, что это дневная птица. Вид находится под угрозой исчезновения из-за потери среды обитания. Ведет сумеречный образ жизни и считается насекомоядным. Будучи редкой птицей, еще ничего не известно о ее поведении и привычках гнездования.
Популяционные оценки для птиц варьируются от 50 до 249. В последних исследованиях использовались такие методы, как камеры-ловушки и аккуратно размещенные полосы мелкого песка для обнаружения следов, по которым делаются оценки плотности популяции. Известная популяция этого вида ограничена очень маленьким регионом, и были предприняты попытки найти новые популяции путем распространения изображений и небольших электронных проигрывателей с записями криков этой птицы людям в соседних регионах, где есть сходные биотопы. Поиски в течение 2008 года в его прежних местах обитания около Сирончи в районе Гадчироли в восточной части Махараштры результатов не дали.